# Zadarska ljetna liga
Zadarska ljetna liga je rekreativna košarkaška liga koja se igra na području Zadarske županije. Nakon nekoliko godina neodržavanja Zadarske ljetne lige entuzijasti iz košarkaškog kluba Diadora, DSR Evala, MO Poluotok i Udruge košarkaških sudaca Zadarske županije odlučili su 2019. godine pokrenuti ponovno Zadarsku ljetnu ligu. U početku je zamisao bila da se natječe osam košarkaških klubova no zbog velikog interesa u povratničkoj sezoni Zadarske ljetne lige natjecalo se dvanaest klubova.
Za mjesto odigravanja lige izabrano je igralište Mornarica kao posljednja športska oaza na zadarskom poluotoku.

## Klubovi Zadarske ljetne lige
| Sezona 2019. - KK Bili Brig - KK Bokanjac - KK Brodarica - KK Kampo Kaštelo - KK Kukljica - KK Novi Bokanjac - KK Sfinga Staffordi - KK Smiljevac - KK Strožanac Split - KK Sukošan - KK Talvi Putovanja - KK Voštarnica | Sezona 2020. - KK Bazen - KK Bili Brig - KK Bokanjac - KK Honda Marine Vodice - KK Jadera Talvi Putovanja - KK Maslina - KK Mornarica Kampo Kaštelo - KK Kukljica - KK Plovanija - KK Sabunjar Privlaka - KK Sfinga Staffordi - KK Smiljevac - KK Strožanac Split - KK Sukošan - KK Voštarnica - KK Zaratini Foša |

## Dosadašnji pobjednici
| Godina | Pobjednik        | 2. mjesto              | 3. mjesto  | MVP          |
| ------ | ---------------- | ---------------------- | ---------- | ------------ |
| 2019.  | Bokanjac         | Sfinga Staffordi       | Voštarnica | Dino Palčić  |
| 2020.  | Sfinga Staffordi | Jadera Talvi Putovanja | Smiljevac  | Filip Mileta |

## Poznati igrači
| - Filip Jošić - KK Sonik Puntamika - Eddi Jurjević - KK Sonik Puntamika - Šime Špralja - KK Sonik Puntamika - Dino Palčić - KK Sonik Puntamika - Vito Barbaroša - KK Sonik Puntamika - Nik Slavica - KK Adria Oil Škrljevo - Luka Pandurić - KK Adria Oil Škrljevo - Toni Jelenković - KK Adria Oil Škrljevo - Pankracije Barać - KK Zadar | - Dominic Gilbert - KK Zadar - Toni Blažan - Allianz Swans Gmunden - Marino Šarlija - Kapfenberg Bulls - Filip Mileta - Fürstenfeld Panthers - Domagoj Šarić - GKK Šibenka - Šime Lisica - KK Zabok - Ante Gospić - KK Vrijednosnice Osijek - Tomislav Kabić - KK Diadora - Mario Pešut - KK Kvarner 2010 |  |

## Sudačka organizacija
Udruga košarkaških sudaca Zadarske županije svojim doprinosom je podigla natjecanje na višu razinu omogućivši renomirane suce iz svojih redova. Treba istaknuti da je sudac Tomislav Hordov otvorio natjecanje, osim što sudi domaću HT Premijer ligu sudi i međunarodna natjecanja kao što su Euroliga, ABA liga i VTB liga.
Suci
- Tomislav Hordov
- Martin Vulić
- Danijela Čanković
- Roko Hordov
- Josip Modrić
- Neven Jurjević
- Mateo Matov
- Frane Banović
- Hrvoje Raspović
- Darijan Jančijev
- Filip Rumora
- Darko Juraga
- Lucija Štrmelj
- Mate Knežević

## Vanjske poveznice
- zdljetnaliga.hr Službena stranica